# Lewisville (Carolina del Norte)

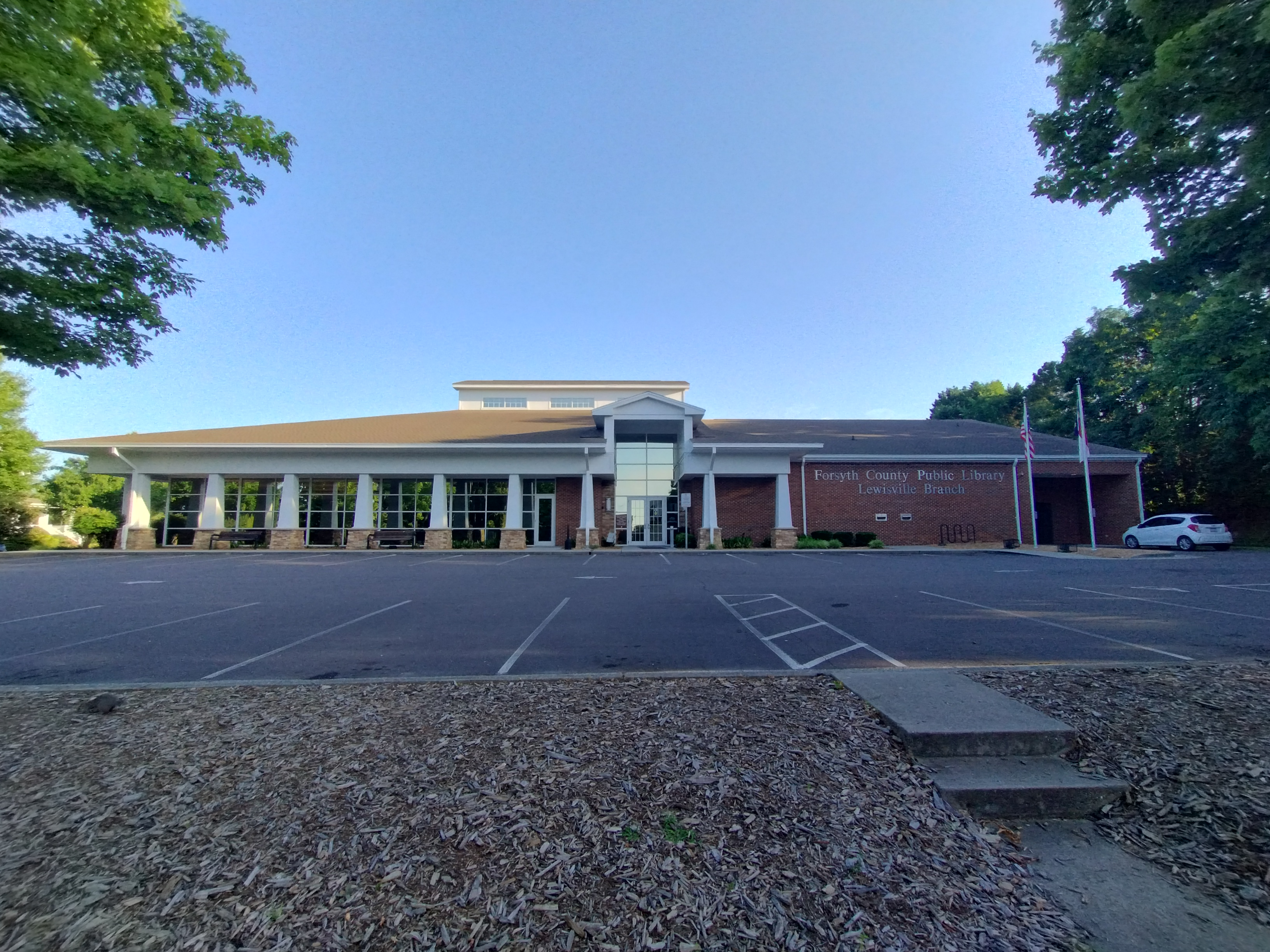
Forsyth County Public Library - Lewisville NC

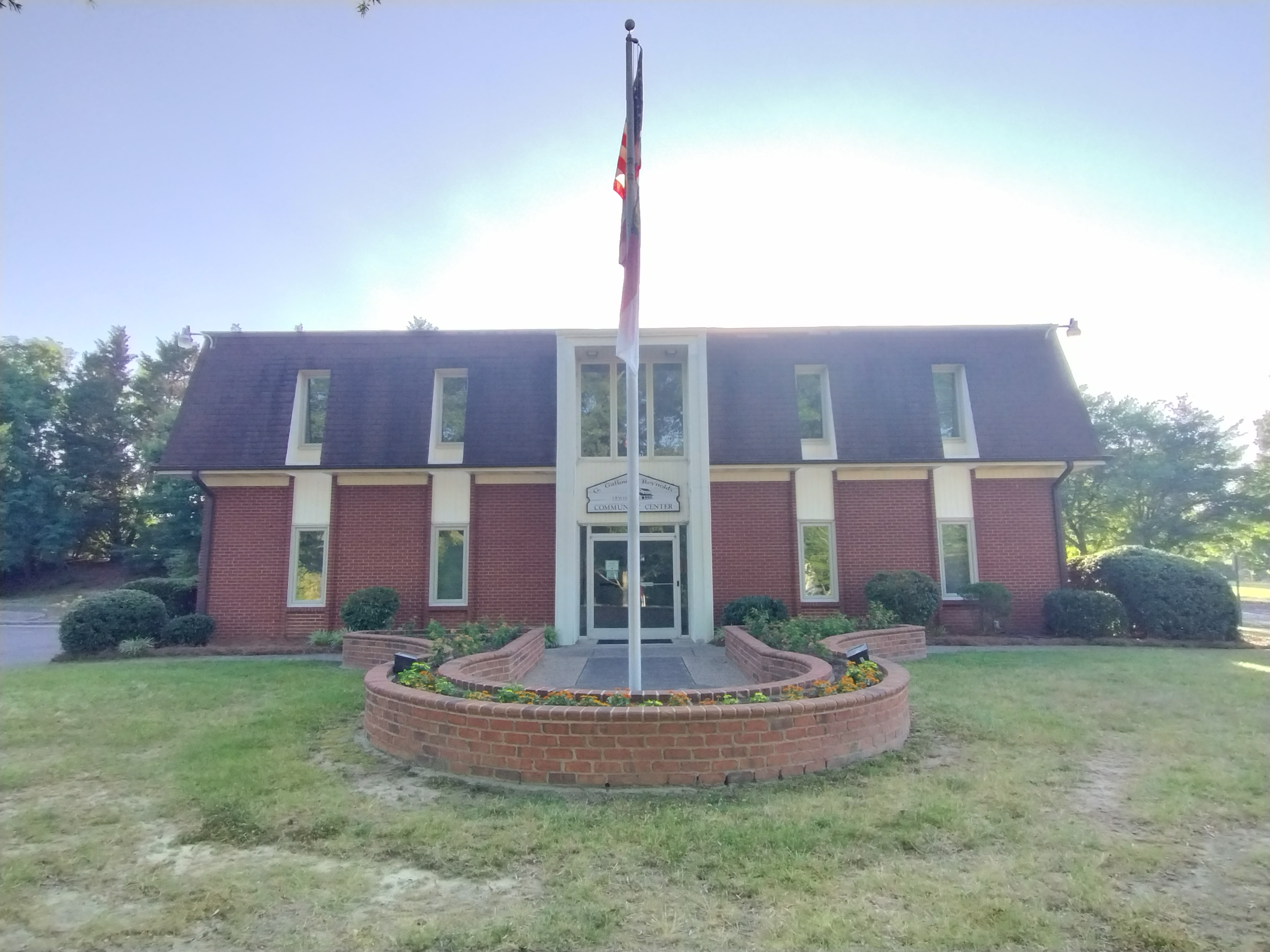
G. Galloway Reynolds Community Center - Lewisville NC

Lewisville es un pueblo ubicado en el condado de Forsyth en el estado estadounidense de Carolina del Norte. La localidad en el año 2000, tenía una población de 8.826 habitantes en una superficie de 28,1 km², con una densidad poblacional de 317,4 personas por km².

## Geografía
Lewisville se encuentra ubicado en las coordenadas 36°5′53″N 80°24′58″O / 36.09806, -80.41611. Según la Oficina del Censo, la localidad tiene un área total de 28,1 km² (10,8 mi²), de la cual 27,8 km² (10,7 mi²) es tierra y 0,3 km² (0,1 mi²) (1.01%) es agua.

### Localidades adyacentes
El siguiente diagrama muestra a las localidades en un radio de 16 kilómetros (9,9 mi) de Lewisville.

## Demografía
En el 2000 la renta per cápita promedia del hogar era de $64.571, y el ingreso promedio para una familia era de $72.250. El ingreso per cápita para la localidad era de $29.999. En 2000 los hombres tenían un ingreso per cápita de $50.229 contra $34.496 para las mujeres. Alrededor del 2.50% de la población estaba bajo el umbral de pobreza nacional.